# Kilmallock
Kilmallock (irisch Cill Mocheallóg, dt. „Kirche des Mocheallóg“) ist eine Stadt im County Limerick in der Republik Irland mit 1761 Einwohnern (Stand: 2022).

## Geschichte
Die Stadt hat ihren Namen nach einer Klostergründung durch Mocheallóg im 7. Jahrhundert. Kilmallock selbst wurde von den Fitzgeralds errichtet; sie erhielt 1375 eine Befestigungsanlage. Während der Desmond-Rebellionen wurde sie 1571 verwüstet; 70 Jahre später wurde sie in den Irischen Konföderationskriegen abermals zerstört. Sie erlangte danach nicht wieder ihre alte Bedeutung.

## Transport
Die Bahnlinie von Dublin nach Cork verläuft einen Kilometer östlich; der Bahnhof war von 1849 bis 1975 (1977) in Betrieb. Heute ist der nächste Bahnhof in Charleville acht km südwestlich. Die staatliche Busgesellschaft Bus Éireann verkehrt mit der Linie 329 wochentags mehrmals zwischen Kilmallock und Limerick.

## Sehenswürdigkeiten
- Die St. Peter und Paul geweihte Ruine des Kollegiatstifts aus dem 13. Jahrhundert hat in ihrem Turm im Nordwesten die Reste eines Rundturms integriert.[5]
- Aus dem Jahr 1291 stammt die Ruine des Dominikanerklosters. Die fünf hohen Lanzettfenster gehören zu den sehenswertesten ihrer Art in Irland.
- Aus dem 15. Jahrhundert stammt das King John’s Castle.
- Unweit davon ist das Blossom Gate, das einzige erhaltene Stadttor der ursprünglichen Stadtbefestigung.[6]

- Circa 10 km südlich liegen die Ballyhoura Mountains. Neben Wanderwegen gibt es hier nahezu 100 km Mountainbike-Trails.[7]

## Persönlichkeiten
- Eyre Coote (1726–1783), General der britischen Armee in Indien
- Michael Hannan (1821–1882), Erzbischof von Halifax
- William Turner (1871–1936), Bischof von Buffalo
- Seán Moylan (1888–1957), Politiker